# Второй Лионский собор
Второ́й Лио́нский собо́р — (в традиции римско-католической церкви, 14-й вселенский собор), созванный в Лионе в 1274 году папой Григорием X для заключения унии с православной церковью.
Византийский император Михаил VIII пообещал папе добиваться примирения церквей из политических и экономических соображений — чтобы отложить поход западных правителей на Константинополь и получить на Западе займы для ведения войн. Соединение церквей на Лионском соборе получило полное одобрение 200 католических епископов и посланцев императора. Константинопольский патриарх Иосиф Галесиот, который противился объединению, был смещён, и на его место назначен поборник унии — Иоанн XI Векк. В 1277 году по инициативе Иоанна I Дуки был созван синод в Фессалии, на котором противники унии, высланные из Византии, отлучили от Церкви патриарха Иоанна XI Векка. После смерти отца император Андроник II созвал собор восточной церкви, признавший решения Лионского собора ничтожными.
Другие вопросы, которые занимали участников собора, — ускорение выборов нового папы и регулирование деятельности церковных орденов. По первому вопросу было принято решение избирать понтификов исключительно конклавом и запретить кардиналам покидать конклав до того, как будет названо имя нового предстоятеля церкви. По второму вопросу было одобрено создание двух монашеских орденов — доминиканского и францисканского; число нищенствующих орденов было сведено к четырём. На соборе ждали видных теологов, Бонавентуру и Фому Аквинского, но первый умер во время собора, а второй — по дороге на него.
Разговоры насчёт нового (девятого) крестового похода, несмотря на все усилия папы Григория, не воплотились в жизнь. Поход предполагалось осуществить в союзе с ильханидом Абакой, представитель которого на соборе в знак серьёзности намерений хана принял крещение.